# Fregata klase Horizont
Klasa Horizont (francuski: Classe Horizon; talijanski: Classe Orizzonte ) jest klasa protuzračnih brodova u službi Francuske mornarica i Talijanske mornarice. Talijani ih označavaju kao razarače i prema NATO klasifikaciji, ali ih Francuzi nazivaju fregatama. Program je započeo kao Common New Generation Fregate (CNGF) u suradnji Francuske, Ujedinjenog Kraljevstva i Italije za razvoj nove generacije ratnih brodova protuzračne obrane. Različiti nacionalni zahtjevi, nesuglasice oko podjele posla i kašnjenja doveli su do povlačenja Ujedinjenog Kraljevstva iz projekta 1999. godine.
Višenamjenska fregata FREMM izgrađena je koristeći istu strukturu kao i projekt Horizont.

## Razvoj
Francuska, Italija i Ujedinjeno Kraljevstvo objavili su zajednički zahtjev 1992. nakon neuspjeha projekta zamjene NATO-ovih fregata za 1990-e godine. U srpnju 1993. tri su zemlje potpisale Memorandum o razumijevanju za zajedničku fregatu nove generacije. Brodovi su trebali biti naoružani protuzračnim raketnim sustavom PAAMS. Ujedinjeno Kraljevstvo namjeravalo je kupiti dvanaest brodova kojima bi zamijenilo svoje razarače tipa 42. Francuska je trebala kupiti četiri kako bi zamijenila brodove klase Suffren, a Italija bi kupila šest kako bi zamijenila svoje brodove klase Andrea Doria i Audace.
Problemi su se pojavili gotovo odmah: Francuska je željela pratnju za protuzračno ratovanje  za svoje nosače zrakoplova, ali je bio potreban samo ograničen domet zbog sposobnosti samoobrane francuskog Charles de Gaulle. I Italiji su bile potrebne samo sposobnosti za blizinu, budući da bi u njezinim matičnim vodama Sredozemnog mora brodovi djelovali pod zaštitom talijanskih zračnih snaga ili u pratnji nosača zrakoplova Cavour. Kraljevska mornarica, međutim, zahtijevala je sposobnije brodove koji bi mogli imati veliki obrambeni "mjehur" u floti koja djeluje u neprijateljskim područjima. Kompromis koji je u velikoj mjeri riješio problem bilo je usvajanje standardnog radarskog sučelja, što je omogućilo Francuskoj i Italiji da instaliraju EMPAR, višenamjenski radar s pasivnim elektronički upravljanim antenskim nizom, a Ujedinjenom Kraljevstvu da instalira sposobniji radar s aktivnim elektronički skeniranim nizom SAMPSON. Radar SAMPSON ima veću brzinu prijenosa podataka i prilagodljiv snop koji omogućuje veću sposobnost praćenja više ciljeva, dugotrajno otkrivanje ciljeva s niskim radarskim udarnim presjekom, nižu stopu lažnih uzbuna i sveukupno veću točnost praćenja.
Ujedinjeno Kraljevstvo objavilo je 26. travnja 1999. da se povlači iz projekta kako bi nastavilo s vlastitim dizajnom. U tom trenutku projekt CNGF kasnio je pet godina.
Francuska i Italija nastavile su suradnju u okviru projekta Horizont. U rujnu 2000. godine dvije su zemlje potpisale ugovor o zajedničkoj proizvodnji četiri broda, naručivši po dva broda koji bi koristili raketni sustav PAAMS. Talijanska mornarica naručila je dvije jedinice, Andrea Doria i Caio Duilio, da zamijene klasu Audace. Francuska mornarica naručila je dvije jedinice, Forbin i Chevalier Paul. Projekt je koštao Francusku 2,16 milijardi eura prema cijenama iz 2009. godine. Francuska je za svoje brodove kupila 40 projektila Aster 15 i 80 projektila Aster 30. Na talijanskim jedinicama, tri topa bit će nadograđena na 76 mm/62 Super Rapid Multi Feeding David/Strales verziju s mogućnošću upotrebe vođenog projektila DART u ulozi proturaketne obrane.